# Wake (distrito)
Wake (和気郡; -gun) é um distrito localizado na província de Okayama, no Japão.
Em 2003 a população estimada do distrito era de 30 110 habitantes de a densidade populacional de 112,02 habitantes por km². A área total é de 268,79 km².

## Cidades de vilas
- Hinase
- Saeki
- Wake
- Yoshinaga